# Dekan (religija)
Dekan je, u crkvenome značenju, klerik koji drži određene položaje vlasti unutar vjerske hijerarhije. Upravlja crkvenom pokrajinom dekanatom. Naslov se uglavnom koristi u Katoličkoj Crkvi, Anglikanskoj zajednici i mnogim luteranskim denominacijama. Dekanov pomoćnik naziva se prodekan.